# Liste der Komponisten/O

## Ob
- Karola Obermüller (* 1977)
- Carl Oberthür (1819–1895)
- Jana Obravská (1930–1987)
- Jacob Obrecht (um 1457/58–1505)
- Nikolai Borissowitsch Obuchow (1892–1954)

## Oc
- Turlough O’Carolan (1670–1738)
- Siegfried Ochs (1858–1929)
- Volker Ochs (1929–2018)
- Andrej Očenáš (1911–1995)
- Sebastian Ochsenkhun (1521–1574)
- Johannes Ockeghem (um 1410/20–1497)
- Matthias Ockert (* 1970)

## Oe
- Helmut Oehring (* 1961)
- Anne-Marie Ørbeck (1911–1996)

## Of
- Jacques Offenbach (1819–1880)

## Og
- Edgar Oganessjan (1930–1998)
- John Ogdon (1937–1989)
- Claus Ogerman (1930–2016)
- Domenico Dall’Oglio (1700–1764)

## Oh
- Maurice Ohana (1913–1992)

## Ok
- German Okunew (1931–1973)

## Ol
- Marguerite Olagnier (1844–1906)
- Tiberiu Olah (1928–2002)
- Franz Martin Olbrisch (* 1952)
- Juan Manuel Olivares (um 1760 bis um 1797)
- Vivienne Olive (* 1950)
- Jocy de Oliveira (* 1936)
- John Oliver (* 1959)
- Pauline Oliveros (1932–2016)

## On
- George Onslow (1784–1853)

## Op
- Henryk Opieński (1870–1942)
- Franco Oppo (1935–2016)

## Or
- Julián Orbón (1925–1991)
- Joaquín Orellana (* 1930/37)
- Carl Orff (1895–1982)
- Hannibal Orgas (um 1575 – 1629)
- Vincenzo Orgitano (um 1735 bis um 1807)
- Ferdinando Orlandi (1774–1848)
- Giuseppe Maria Orlandini (1676–1760)
- Alessandro Orologio (um 1550 – 1633)
- Leo Ornstein (1892–2002)
- Johann Georg Orschler (1698–1767)
- Robin Orr (1909–2006)
- Juan Orrego-Salas (1919–2019)
- Diego Ortiz (um 1510 – um 1570)
- Gabriela Ortiz (* 1964)
- Marbriano de Orto (um 1460 – 1529)

## Os
- Klaus Ospald (* 1956)
- Slavko Osterc (1895–1941)
- Otakar Ostrčil (1879–1935)
- Andreas Oswald (1634–1665)
- Henrique Oswald (1852–1931)
- James Oswald (um 1710–1769)

## Ot
- Hisatada Otaka (1911–1951)
- Caspar Othmayr (1515–1553)
- Daniel Ott (* 1960)
- Bernardo Ottani (1736–1827)
- Hans Otte (1926–2007)
- Ludwig Otten (1924–2016)
- Franz Joseph Otter (1760–1836)
- Otto (18. Jahrhundert)
- Ernst Julius Otto (1804–1877)
- Valerius Otto (1579-nach 1612)

## Ou
- Frederick Ouseley (1825–1889)

## Ow
- Wjatscheslaw Owtschinnikow (1936–2019)

## Oz
- Étienne Ozi (1754–1813)